# Matelpro
 (février 2024).
L'article doit être relu — et modifié si nécessaire — par des contributeurs indépendants pour apporter un regard critique aux contributions effectuées en violation des conditions d'utilisation de Wikipédia, tant sur la forme (notamment concernant le style encyclopédique, la proportionnalité) que sur le fond (la neutralité de point de vue, la qualité et l'indépendance des sources).
(Politique pour les contributions rémunérées | Comprendre le dépubage | En discuter)
Depuis 2007, Matelpro est un commerce en ligne spécialisé dans le mobilier et la literie, pour les particuliers et pour les professionnels. Matelpro est également une marque de l'Union européenne déposée à l'EUIPO.
La marque Matelpro appartient à Actiweb, société par actions simplifiées implantée à Givet, en France. Le groupe Hometrading, représenté par Cédric Vanhaelen, est président de l'entreprise Actiweb.

## Historique
Passionné d'informatique et de commerce en ligne, Cédric Vanhaelen s'est associé avec un propriétaire de magasin de literie pour lancer, en 2007, le site de vente en ligne Matelpro.com. Celui-ci démarre en proposant de la literie et des meubles pour les particuliers. Quelques années plus tard, la marque étoffe son catalogue avec du mobilier répondant aux exigences de qualité pour l'usage professionnel, afin de faire honneur à la dernière syllabe de son nom ("pro"). Le mobilier pour les bureaux et salles de réunion, et la literie pour l'hôtellerie ont fait leur apparition sur le site.
En 2019, l'enseigne est élue 3e des meilleurs sites de commerce en ligne de France dans la catégorie « Ameublement », dans le Grand Palmarès du magazine Capital. L'année suivante, en 2020, Matelpro.com se glisse à la place de No 1 de ce même classement,,. À la suite de l'étude menée avec l'institut Statista, le site Matelpro.com a été reconnu pour son ergonomie, sa construction et sa performance technique, pour la confiance, la sécurisation des achats et des moyens de paiement, pour son service clientèle et sa communication globale, ainsi que pour ses conditions de livraison et de retour.

## Activités
La société travaille avec des fabricants européens et livre en France, en Belgique et au Luxembourg. Depuis sa création, environ 500 000 clients livrés sont comptabilisés.
D'un point de vue organisationnel, 15 personnes travaillent pour l'enseigne Matelpro dans les locaux implantés à Givet, dans le département des Ardennes, en France.

## Prise de conscience environnementale
Matelpro privilégie le circuit court avec des usines françaises, mais également belges, allemandes et italiennes. Le but étant de réduire au maximum les rejets de CO2, qui est une problématique actuelle dans le milieu du e-commerce avec les nombreux transports que le secteur engendre. La marque a décidé de proposer du mobilier local autant que faire se peut et, à défaut, de fabrication européenne. L'origine des produits soumis à la vente est indiquée sur le site de Matelpro en toute transparence.
Le choix de produits certifiés PEFC et FSC, et de fabricants labellisés ISO 14001 et ISO 14006, est dans cette optique de préservation de l'environnement.

## Récompenses
- 2019 : élu 3e meilleur site e-commerce de France dans la catégorie "Ameublement" dans le Grand Palmarès du magazine Capital.
- 2020 : élu No 1 des sites e-commerce de France dans la catégorie "Ameublement" dans le Grand Palmarès du magazine Capital[3].
- 2021 : élu 6e meilleur site e-commerce de France dans la catégorie "Ameublement" dans le Grand Palmarès du magazine Capital[6].

## Identité visuelle

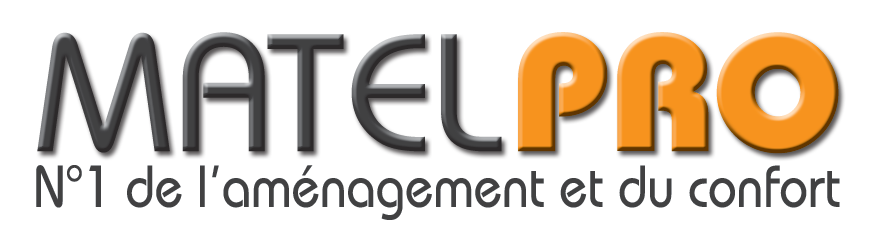
Logo de 2007 à 2009
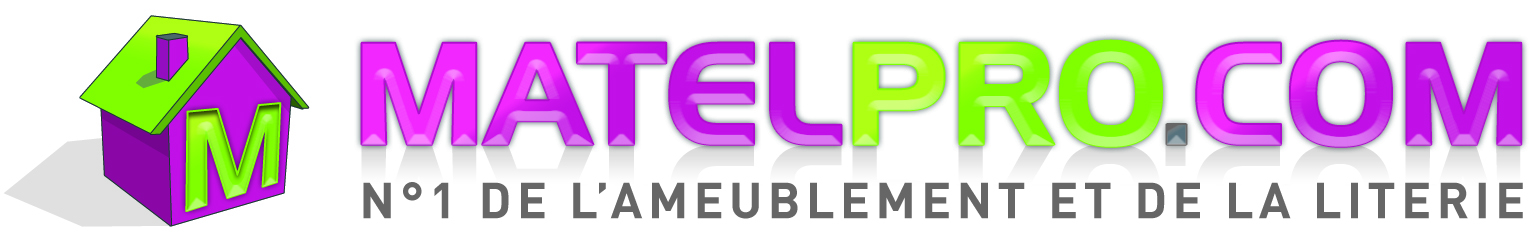
Logo de 2009 à 2012
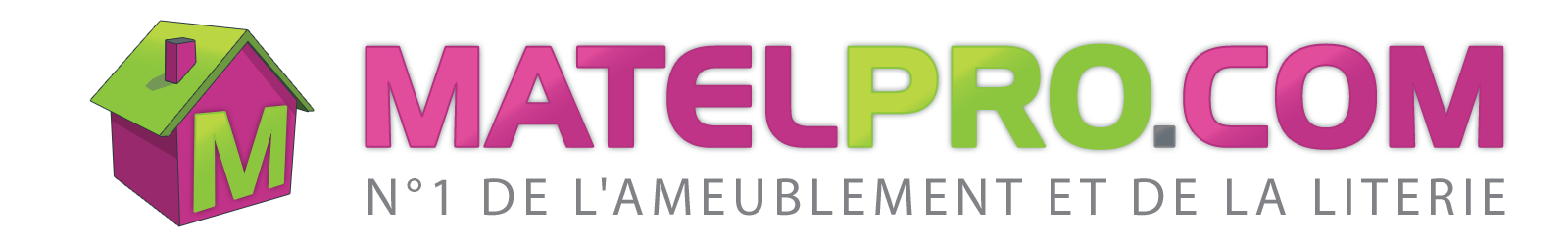
Logo de 2012 à 2018
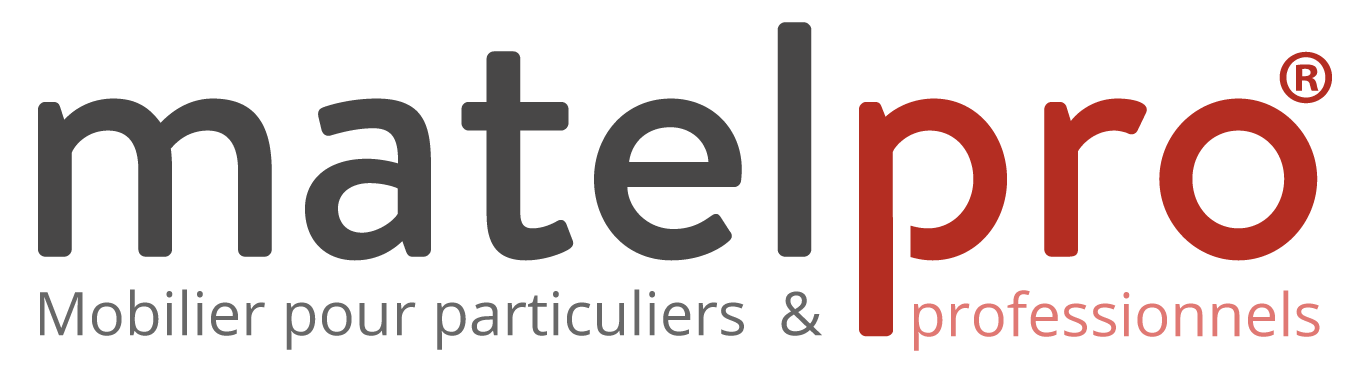
Logo actuel depuis 2018